# فهرست نویسندگان سده پانزدهم (میلادی) فرانسه
- ژان دو بوئی (۱۴۷۷ - ۱۴۰۵)
- مارتن لو فران (۱۴۶۱ - ۱۴۱۰)
- ژرژ شاستلن (۱۴۷۵ - ۱۴۱۵)
- آرنول و سیمون گربن (۱۴۷۰ - ۱۴۲۰)
- اولیویه دو لا مارش (۱۵۰۲ - ۱۴۲۵)
- مارسیال دو ورنی (۱۵۰۸ - ۱۴۳۰)
- فرانسوا ویون (۱۴۶۳ - ۱۴۳۱)
- ژان میشل (۱۵۰۱ - ۱۴۳۵)
- ژان مولینه (۱۵۰۷ - ۱۴۳۵)
- فیلیپ دو کومین (۱۵۱۱ - ۱۴۴۵)
- ژاک لوفور دتپل (۱۵۳۷ - ۱۴۵۵)
- ژان مرو (۱۵۲۶ - ۱۴۵۰)
- گیوم دوبوا (۱۵۲۵ - ۱۴۶۰)
- اوکتاوین دو سن-ژله (۱۵۰۲ - ۱۴۶۸)
- گیوم بوده (۱۵۴۰ - ۱۴۶۸)
- ژان لومر دو بلژ (۱۵۲۵ - ۱۴۷۳)
- پییر گرینگور (۱۵۳۸ - ۱۴۷۵)
- ژان بوشه (۱۵۵۸ - ۱۴۷۶)
- فرانسوا رابله (۱۵۵۳ - ۱۴۸۳)
- ملن دو سن-ژله (۱۵۵۸ - ۱۴۹۱)
- مارگریت دو ناوار (۱۵۴۹ - ۱۴۹۲)
- کلمان مرو (۱۵۴۴ - ۱۴۹۶)